# Anchiale briareus
Anchiale briareus är en insektsart som först beskrevs av Gray, G.R. 1834.  Anchiale briareus ingår i släktet Anchiale och familjen Phasmatidae. Inga underarter finns listade i Catalogue of Life.